# 埃斯皮尼亞蘇山脈

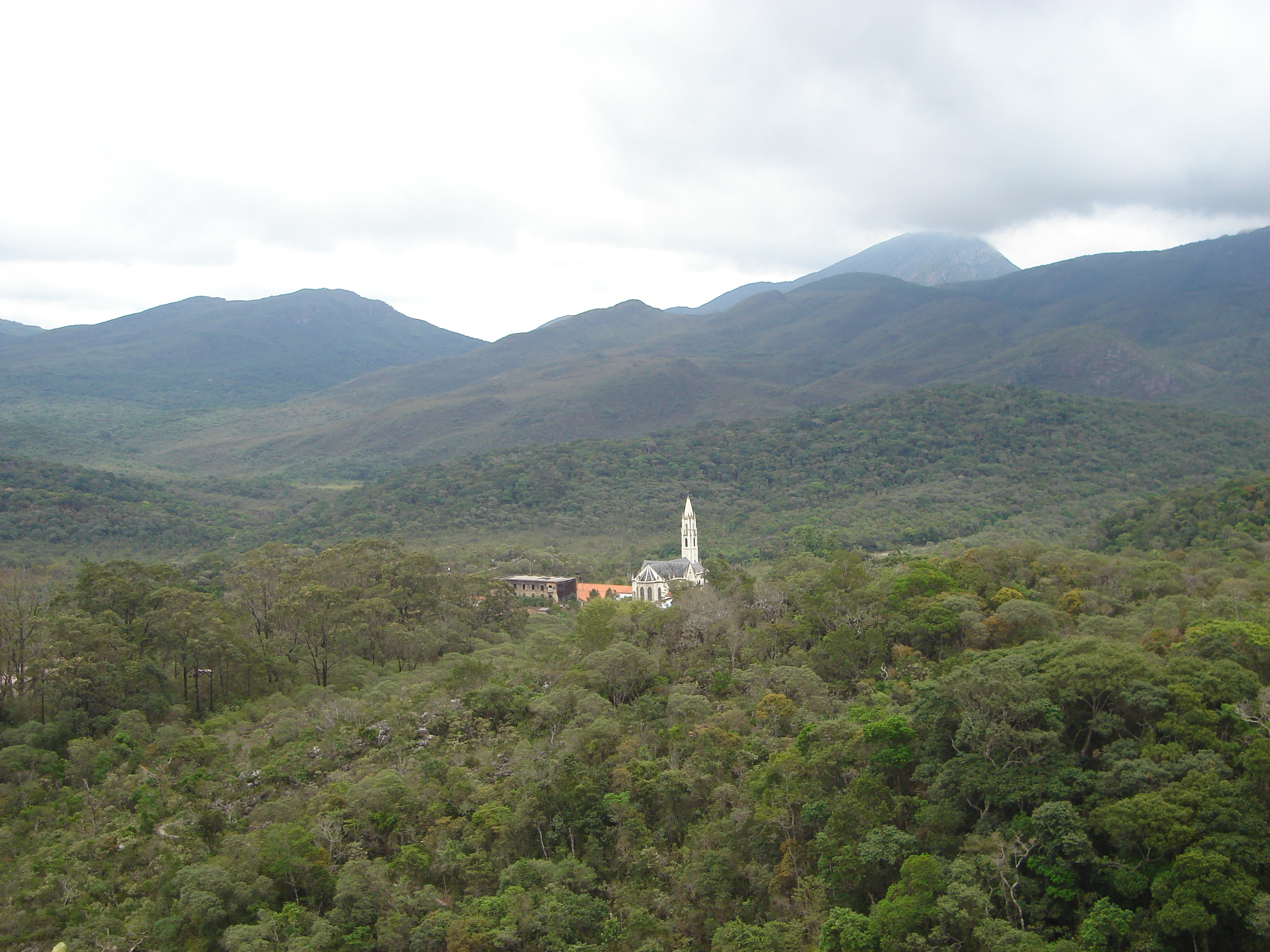

埃斯皮尼亞蘇山脈是巴西的山脈，從北面的米納斯吉拉斯一直延伸至南面的巴伊亞州，全長約1,000公里，該山脈在2005年6月27日被聯合國教科文組織列為該國第七處生物圈保護區。